# Ɑ
Das lateinische Alpha (Ɑ/ɑ) ist ein Buchstabe des lateinischen Schriftsystems. In Unicode ist es enthalten als:
- Kleinbuchstabe: U+0251 latin small letter alpha im Block IPA-Erweiterungen
- Großbuchstabe: U+2C6D latin capital letter alpha im Block Lateinisch, erweitert-C

Im internationalen phonetischen Alphabet (IPA) werden unterschieden:
- das lateinische „a“ in seiner offenen („zweistöckigen“) Form für den ungerundeten offenen Vorderzungenvokal,
- das geschlossene („einstöckige“) ɑ (ursprünglich ein griechisches Alpha) für den ungerundeten offenen Hinterzungenvokal.

Das lateinische Alpha wird auch im Amerikanistischen Phonetischen Alphabet für den low back spread vowel verwendet. Hier wird auch die Großbuchstabenform verwendet, nämlich für den entsprechenden voiceless vowel.
Die wie im IPA unterschiedenen Buchstaben wurden so auch als unterschiedliche Buchstaben 1978 in das Afrikanische Referenzalphabet und daraus später in das Allgemeine Alphabet der kamerunischen Sprachen aufgenommen. Dadurch wurde das ursprünglich als griechisches Alpha ins IPA aufgenommene Zeichen als lateinisches Alpha ein Buchstabe des lateinischen Schriftsystems. In diesem Zusammenhang wurde auch die Großbuchstabenform als vergrößerte Form des Kleinbuchstabens in eine allgemein verwendete Orthografie einer Sprache eingeführt. Mit der gleichen Bedeutung wie in IPA wird der Buchstabe u. a. zur Schreibung der Sprachen Fe’fe’ und Tigon-Mbembe verwendet.

## Typografie und Aussehen
Das lateinische Alpha besteht in seiner geraden (nichtkursiven) Form aus einem linksgerichteten Bauch und einem senkrechten Stamm rechts (häufig mit Auslauf rechts unten), jeweils in voller Buchstabenhöhe. Somit ähnelt es in vielen Schriftarten der geradegestellten kursiven Form des Kleinbuchstabens „a“. Im Gegensatz zum griechischen Alpha zeigt seine Form keine Schleifengestalt.
Ein Problem der Darstellung dieses Buchstabens ist, dass zahlreiche Schriftarten in kursivem Schriftschnitt für das „a“ eine geschlossene („einstöckige“) Form verwenden, und dass sich das lateinische Alpha als Kleinbuchstabe damit in kursiver Form überhaupt nicht oder nur schlecht vom „a“ unterscheiden lässt. Abhilfe können zusätzliche offene („zweistöckige“) Glyphen für kursives „a“ in der Schriftart schaffen, die über „Smart-Font“-Technologien wie OpenType oder Graphite automatisch ausgewählt werden, wenn der Text als IPA-Text oder als einer afrikanischen Sprache zugehörig ausgezeichnet ist.

Lateinisches a, lateinisches Alpha und griechisches Alpha in den Schriftarten Arial, Times New Roman, Gentium, Doulos SIL, Cambria, Linux Libertine, Andron Mega Corpus, Courier New und Consolas, in der zweiten Zeile kursiv in den gleichen Schriftarten